# Yaser Rodríguez
Yaser Rodríguez (Ciego de Ávila, 1º luglio 1988) è un ex cestista cubano.

## Carriera
Con Cuba ha disputato due edizioni dei Campionati americani (2011, 2015).